# Benedenvliet (Grote Struisbeek)
De Benedenvliet-Grote Struisbeek, met Vlaamse gewestcode VHAG 3108, is de belangrijkste waterloop van het deelstroomgebied van de Benedenschelde gelegen ten noorden van (de waterscheidingslijn met) het Rupelbekken en ten zuiden van het deelstroomgebied van de Schijn. De Benedenvliet-Grote Struisbeek stroomt door het grondgebied van zeven gemeenten in de 'Zuidrand' van het Regionaal Landschap Rivierenland in de provincie Antwerpen.

## Situering
De Benedenvliet wordt meestal opgedeeld in vier segmenten, Benedenvliet-Bovenvliet-Grote Struisbeek-Mandoerse Beek. De Grote Struisbeek stroomt vanaf haar bron in Reet, deelgemeente van Rumst, eerst in noordelijke richting naar Kontich, Edegem, en verder stroomafwaarts in westelijke richting door Wilrijk, Aartselaar en Schelle en mondt nabij de Sint-Bernardusabdij in Hemiksem uit in de Zeeschelde. De voornaamste secundaire beken zijn de Maeyebeek, de Kleine Struisbeek, de Edegemse Beek, Pannebosbeek, Borse Loop en de Mandoerse beek.

## Historiek
Van oudsher was de Vliet een belangrijke, bevaarbare waterloop met een drukke scheepvaart. Getuige daarvan is onder meer het schilderij ‘Jaarlijkse inwijdingsfeest van de Petrus en Pauluskerk in Schelle’ van Jan Brueghel de Oude (1568 - 1625) uit 1614 dat het decor schetst van de drukke bedrijvigheid op en rond de Benedenvliet. Tijdens de vloed drong het Scheldewater door tot aan het kasteel Cleydael in Aartselaar.

## Herwaardering
In het bekken van de Benedenvliet liggen twee rioolwaterzuiveringsinstallaties, RWZI Aartselaer-Struisbeek en RWZI Edegem-Edegemse Beek. Beide RWZI’s lozen rechtstreeks in de Benedenvliet. De kwaliteit van de Benedenvliet (mpl. 202000) is verbeterd sinds 2005 en is nu ’matig verontreinigd’, in 2011: PIO (Prati-Index voor opgeloste zuurstof) = 2,77 en BBI = 6. De Benedenvliet is een belangrijk overwinteringsgebied voor watervogels.
In het kader van het eerste Sigmaplan in 1976 werd de Benedenvliet afgesloten van de getijdenwerking van de Schelde en werd op de monding in Hemiksem een uitwateringssluis en een binnendijks wachtbekken aangelegd. Toch heeft de vallei van de Grote Struisbeek nog steeds te maken met regelmatige wateroverlast en zijn er enkele effectieve overstromingsgevoelige gebieden in Schelle en Hemiksem, Aartselaar en Wilrijk en Kontich. Het Landinrichtingsplan (LIP) Vlietvallei Hemiksem - Schelle fase 1 uit 2018 voorziet in maatregelen voor de aanleg van een fietspad en landschappelijke inpassing langs de Bovenvliet tussen de N148 en de Kleidaallaan. In 2019 maakte de Vlaamse regering een subsidie van 500.000 euro vrij voor de tweede fase van het Landinrichtingsproject Rupelstreek. De ontwikkeling van de vallei van de Benedenvliet in Schelle en Hemiksem als extra groene ruimte met een grotere waterbergingscapaciteit staat daarin centraal. Het project werd in de loop van 2020 door de Vlaamse Landmaatschappij (VLM) uitgewerkt, in samenwerking met lokale en Vlaamse overheden.

## Wetenswaardig
De naam 'Benedenvliet' geeft soms aanleiding tot verwarring omdat deze in de Vlaamse Hydrografiche Atlas (oneigenlijk) gebruikt wordt voor de aanduiding (met gewestcode 3108) van de hoofdwaterloop voor de volledige lengte van bron tot monding, maar ook de naam is voor het meest benedenstroomse segment ervan. Dat benedenstroomse segment is met name het bevaarbare gedeelte vanaf de bodemval aan de vervallen gebouwen van de "Molens van Hemiksem" aan de "Meulenbrugge" van de N148 tot aan de uitwatering in de Schelde. Het stroomopwaartse, oorspronkelijk tijgebonden, oostelijke verlengde van de 'eigenlijke' Benedenvliet tot aan het waterslot Cleydael, de 'Bovenvliet' genaamd, is een waterweg van 1ste categorie die beheerd wordt door de VMM.